# Region Jämtland Härjedalen
Region Jämtland Härjedalen, tidigare Jämtlands läns landsting, är en regionkommun för de 132 839 invånarna i Jämtlands län. Regionen ansvarar för hälso-, tand- och sjukvård. Regionen har även ett ansvar för den regionala utvecklingen i Jämtlands län och regionen. Regionen står också för allmänna kommunikationer mellan länets kommuner och bedriver även kulturell verksamhet. Regionen bildades 1 januari 2015 genom en ombildning av Jämtlands läns landsting.

## Historia

### Jämtlands landsjämnadsting 1645–1862
När Jämtland blev svenskt efter Freden i Brömsebro överfördes delar av ansvaret från det tidigare Jamtamotet till ett svenskt landsting. På landsjämnadstinget beslöt Jämtlands länsstyrelse och ombud från Jämtlands alla socknar om frågor som gällde landskapet, bland annat kommunikationsfrågor och sjukvård. Landsjämnadstinget hölls på Frösön och samlades efter beslut från landshövdingen.

### Jämtlands läns landsting 1863–2014
Budgetbeslutet som togs 1862 låg som grund när det nystiftade landstinget Jämtlands läns landsting gjorde sin budget år 1863, den enda skillnaden var att sockenombud från Härjedalen nu även var delaktiga. År 1864 omfattade även Jämtlands läns landsting Ytterhogdal i Hälsingland och från och med 1970-talet ingår även Tåsjö, Bodum och Fjällsjö i Ångermanland.

### Region Jämtland Härjedalen 2015-
1 januari 2015 ombildades Jämtlands läns landsting till Region Jämtland Härjedalen.

## Verksamhet

### Sjukhus
Regionen ansvarar för ett sjukhus, Östersunds sjukhus. Sjukhuset ligger i de centrala delarna av Östersund. Inom upptagningsområdet finns det 128 000 människor. Under turistsäsongen kan siffran fördubblas. På sjukhuset arbetar ungefär 2 500 personer och det finns 416 vårdplatser. Östersunds sjukhus är det enda i landet som ombesörjer en yta större än hela Danmark.

### Kollektivtrafik
Region Jämtland Härjedalen är regional kollektivtrafikmyndighet för länet. Länstrafiken i Jämtland och Norrtåg är de bolag som har till uppgift att operativt verkställa den trafik som myndigheten beslutat om.

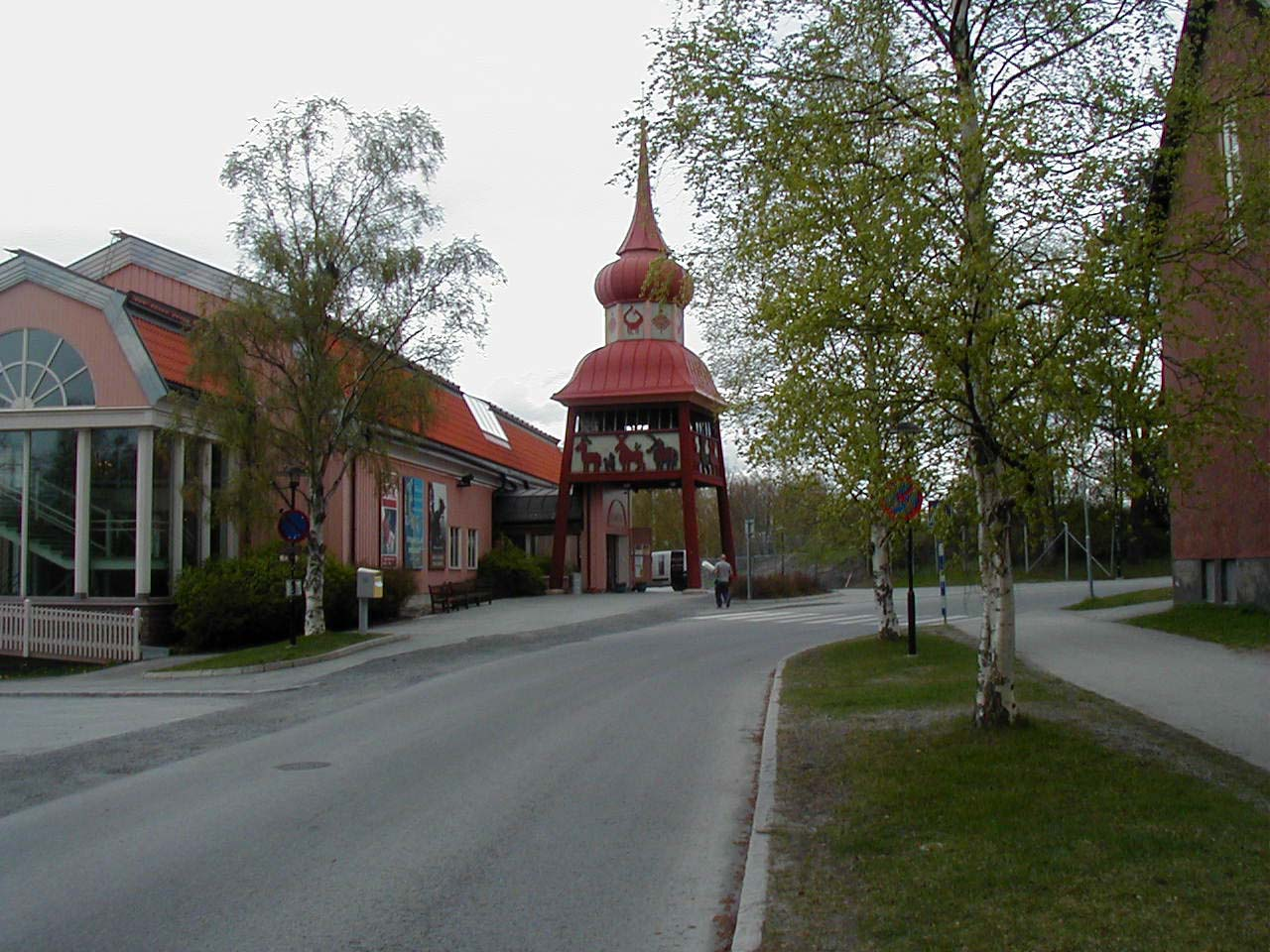
Entrén till Jamtli

### Utbildning
- Birka folkhögskola
- Bäckedals folkhögskola
- Åsbygdens naturbruksgymnasium

### Kultur
Jamtli  Jämtlands Läns Museum

## Organisation
Region Jämtland Härjedalen är en politiskt styrd organisation med regionfullmäktige som högsta beslutande organ. Regionstyrelsen har det verkställande politiska ansvaret och bereder ärenden som behandlas i regionfullmäktige.

## Politik

### Mandatfördelning i valen 1916–1966
| 2 | 14 | 14 |

| 3 | 13 | 14 |

| 2 | 5 | 2 | 13 | 7 |

| 29 |

|  | 3 |  | 6 | 11 | 7 |

| 29 |

| 11 | 6 | 6 | 6 |

| 29 |

| 11 | 3 | 7 | 8 |

| 29 |

| 14 | 4 | 3 | 9 |

| 30 |

| 19 | 3 | 3 | 5 |

| 30 |

| 17 | 5 | 2 | 6 |

| 30 |

| 16 | 7 | 4 | 4 |

| 31 |

| 17 | 7 | 7 |  |

| 31 |

| 21 | 5 | 5 | 5 |

| 34 |

| 18 | 7 | 4 | 6 |

| 32 |

| 19 | 7 | 4 | 5 |

| 34 |

| 18 | 8 | 4 | 5 |

### Mandatfördelning i valen 1970–2022
| 19 | 9 | 3 | 2 |

| 31 |

| 19 | 12 |  |  |

| 27 | 6 |

| 2 | 22 | 14 | 3 | 4 |

| 33 | 12 |

| 2 | 23 | 12 | 3 | 5 |

| 32 | 13 |

| 2 | 25 | 10 | 2 | 6 |

| 34 | 11 |

| 2 | 24 | 9 | 4 | 6 |

| 32 | 13 |

| 2 | 23 | 2 | 9 | 4 | 5 |

| 28 | 17 |

|  | 26 |  | 11 | 4 |  | 8 |

| 31 | 24 |

| 3 | 29 | 3 | 10 | 3 | 7 |

| 27 | 28 |

| 7 | 23 | 3 | 9 |  | 3 | 8 |

| 28 | 27 |

| 6 | 23 | 3 | 3 | 10 | 3 |  | 5 |

| 32 | 23 |

| 5 | 22 | 3 | 11 | 3 |  | 9 |

| 26 | 29 |

| 4 | 24 | 4 | 9 | 3 | 11 |

| 25 | 30 |

| 4 | 21 | 3 | 4 | 8 |  |  | 11 |

| 28 | 27 |

| 5 | 18 |  | 5 | 11 |  | 4 | 8 |

| 28 | 27 |

| 4 | 21 |  | 7 | 7 | 5 | 9 |

### Valkretsar och mandat
- Jämtlands läns östra (Ragunda, Strömsund och Bräcke); 10 mandat
- Jämtlands läns västra (Krokom, Åre, Berg och Härjedalen); 19 mandat
- Östersund (Östersunds kommun); 26 mandat